# Sparkasse Bludenz
Die Sparkasse Bludenz Bank AG ist ein vorarlbergerisches Bankunternehmen mit Sitz in Bludenz. Im Jahr 2004 hat die „Sparkasse der Stadt Bludenz“ den operativen Bereich in eine Aktiengesellschaft eingebracht (Sparkasse Bludenz Bank AG). Durch Ausgliederung des operativen Bankbetriebes wurde die Sparkasse der Stadt Bludenz zur Anteilsverwaltungssparkasse (Anteilsverwaltungssparkasse Bludenz). Anschließend wurde die Anteilsverwaltung Bludenz formwechselnd in eine Privatstiftung (Privatstiftung Sparkasse Bludenz) umgewandelt. Die Privatstiftung Sparkasse Bludenz hält 100 % der Aktien an der Sparkasse Bludenz Bank AG. Die Sparkasse ist Mitglied des Kooperations- und Haftungsverbundes der österreichischen Sparkassen und des Österreichischen Sparkassenverbands.

## Gründungsgeschichte
Die ersten Aktivitäten zur Errichtung einer Sparkasse in Bludenz gehen auf das Jahr 1821 zurück. 1892 wurde der Bludenzer Spar- und Vorschußverein in der Rechtsform einer Genossenschaft als erste Geldanstalt für den Bezirk Bludenz gegründet. 1923 wurden dessen Aktiva und Passiva von der Bludenzer Spar-, Handels- und Gewerbekasse übernommen. Am 16. September 1938 verfügte die Stadt Bludenz unter Bürgermeister Toni Hutter die Gründung einer Gemeindesparkasse unter der Haftung der Stadtgemeinde Bludenz. Am 1. Oktober 1939 trat die Sparkasse der Stadt Bludenz die Rechtsnachfolge der Bludenzer Spar-, Handels- und Gewerbekasse reg. Gen. m.b.H. an. Somit ist eine ununterbrochene Geschäftsnachfolge seit 1892 gegeben.

## Bauliche Entwicklung der Zentrale
Von Weihnachten 1928 bis Ende 1958 hatte die Bludenzer Spar-, Handels- und Gewerbekasse bzw. die Sparkasse der Stadt Bludenz ihren Hauptsitz im Parterre des Amtsgebäudes der Bezirkshauptmannschaft. Nach Ankauf des Hotels Montafonerhof im Jahre 1954 wurde auf diesem Areal eine neue Zentrale errichtet, das im Dezember 1958 bezogen wurde. Im Jahre 1975 erfolgte eine grundlegende Neugestaltung des Sparkassengebäudes. Von 1995 bis 1997 wurde die Zentrale in Bludenz umgebaut und beträchtlich erweitert.

## Wichtige Ereignisse
- 1892:	Gründung Bludenzer Spar- und Vorschußverein
- 1923:	Umwandlung in Bludenzer Spar-Handels- und Gewerbekasse
- 1931:	Eröffnung einer Zweigstelle in Zürs
- 1939:	Errichtung der Sparkasse der Stadt Bludenz und Übernahme der Gesamtrechtsnachfolge der Bludenzer Spar-, Handels- und Gewerbekasse
- 1946:	Erteilung der Devisenhandelsermächtigung an die Sparkasse durch Dekret der Oesterreichischen Nationalbank
- 1958:	Fertigstellung und Inbetriebnahme eines neuen Hauptanstaltsgebäudes in Bludenz
- 1965:	Eröffnung einer Filiale in Schruns
- 1970:	Eröffnung einer Filiale in Lech
- 1972:	Eröffnung einer Filiale in Brand
- 1975:	Umbau und Neugestaltung der Zentrale in Bludenz
- 1978:	Eröffnung neuer Filialen in Nenzing und Thüringen.
- 1980:	Eröffnung einer Filiale in Vandans
- 1983:	Eröffnung neuer Filialen im Krankenhaus Bludenz, in Gaschurn und Stuben am Arlberg
- 1988:	Eröffnung einer Filiale in St. Gallenkirch
- 1997:	Fertigstellung der grundlegend umgebauten und erweiterten Sparkassenhauptanstalt in Bludenz
- 1998:	Eröffnung des von einer Enkelgesellschaft der Sparkasse errichteten Erlebnisbades Val Blu in Bludenz
- 2000:	Eröffnung einer Filiale in Bürs
- 2002:	Beitritt zum Haftungsverbund österreichischer Sparkassen
- 2004:	Einbringung des operativen Bankbetriebes in die "Sparkasse Bludenz Bank AG" und formwechselnde Umwandlung der "Anteilsverwaltungssparkasse Bludenz" in die "Privatstiftung Sparkasse Bludenz"
- 2016:	Schließung der Filialen in Brand und Gaschurn
- 2024:	Neugestaltung des KundenCenters der Zentrale